# 沼津市立今沢小学校
沼津市立今沢小学校（ぬまづしりつ いまざわしょうがっこう）は、静岡県沼津市東原にある公立小学校。

## 沿革
- 1973年（昭和48年）4月 - 開校、校章制定[1]。
- 1975年（昭和50年）2月 - 体育館竣工[1]。
- 2002年（平成14年）11月 - 開校30周年式典[1]。
- 2011年（平成23年）3月 - プール改修[1]。

## 著名な卒業生
- 小野伸二 - プロサッカー選手 北海道コンサドーレ札幌所属

## 関連事項
- 静岡県小学校一覧